# Salvador de Samà
Salvador Samá y Torrents, ii marqués de Marianao (Barcelona, 17 de abril de 1861-Barcelona, 28 de junio de 1933), fue un político español, diputado, senador y, en dos ocasiones, alcalde de Barcelona durante la Restauración borbónica.

## Biografía
Nació el 17 de abril de 1861 en Barcelona.
Miembro del Partido liberal, en 1890 se convirtió en diputado a Cortes por Villanueva y Geltrú al sustituir al Víctor Balaguer y Cirera. Fue elegido por el distrito de Gandesa en 1891, 1893 y 1896. Nombrado grande de España en 1893. Fue senador por derecho propio desde 1898. Alcalde de Barcelona entre diciembre de 1905 y septiembre de 1906 y entre diciembre de 1910 y mayo de 1911, fue miembro de las juntas organizadoras de las exposiciones de 1888 y 1929, y concejal del Ayuntamiento de Barcelona (1930-1931). Fue el promotor del Parque de Samà en Cambrils, jardín de estilo romántico obra de José Fontseré (1882); era el propietario de los terrenos del futuro Parque Güell en Barcelona, que vendió a Eusebio Güell en 1899. Fue además gentilhombre grande de España con ejercicio y servidumbre de Alfonso XIII.
En 1917, pese a ser un monárquico alfonsino, participó en la Asamblea de Parlamentarios catalanes juntó a Francisco Cambó y Alejandro Lerroux. Samà sería jefe del Somatén de Barcelona durante la etapa de Martínez Anido como gobernador civil.
Falleció el 28 de junio de 1933 en Barcelona.